# Veldhoven
Veldhoven  è un comune olandese di 43 256 abitanti situato nella provincia del Brabante Settentrionale.